# Ebba von Eckermann Textilier

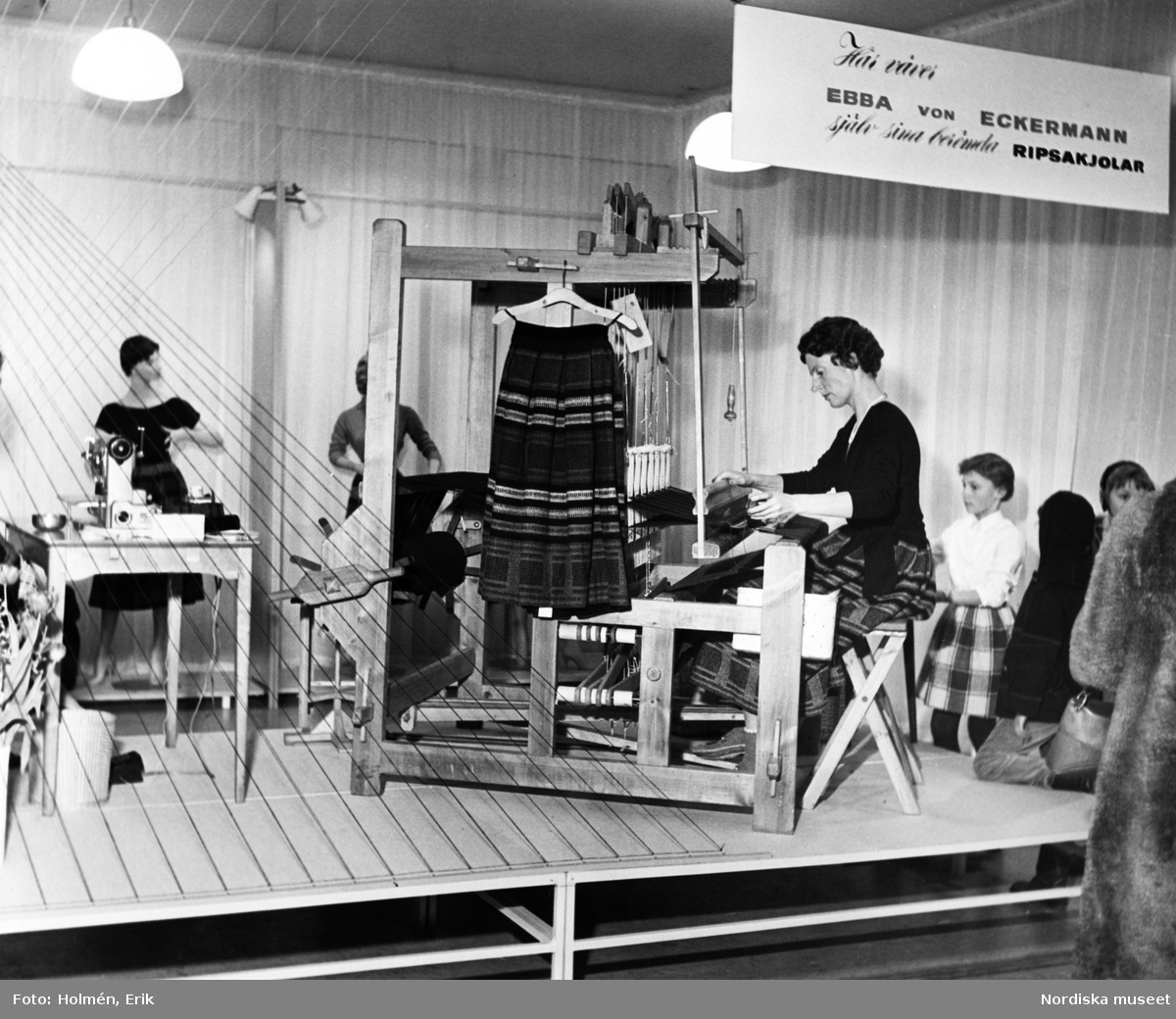
Ebba von Eckermann sitter vid en vävstol och väver Ripsakjolar, 1953.

Ebba von Eckermann Textilier var ett svenskt klädmärke mellan 1950 och 1980. Det var känt för sina handvävda ylletyger i starka färger. Verksamheten grundades 1949 i Ripsa i Södermanland av Ebba von Eckermann (1921–2018). Redan 1950 gjordes den första affärsresan till USA och Kanada. Tolv plädar vardera såldes till varuhus i New York, Chicago och San Francisco.
Företaget blev mycket populärt och produkterna såldes av Christian Dior i hans butiker i Paris fram till 1955. Plaggen köptes sedan in av flera stora varuhus i Europa och Nordamerika. Kläderna gjorde främst stor succé i USA i mitten av 1900-talet. När företaget var som störst hade det runt 40 anställda som tillverkade uppåt 5 000 plagg årligen. Från 1959 ordnade Nordisk Resebyrå och Nyman & Schultz bussturer till ateljén i Ripsa, främst för amerikanska turister.
Några av modellerna som anlitades var Irène Dana, Erika Sundt, Heike Brandt och Ebba von Eckermann själv.